# مدهور مستقبل إستروجين انتقائي
مدهورات مستقبلات الإستروجين الانتقائية (بالإنجليزية: selective estrogen receptor degrader أو downregulator)‏ ومختصرها (SERD) هي نوع من الأدوية التي ترتبط بمستقبلات هرمون الإستروجين (ER)، وفي أثناء القيام بذلك ، يتسبب في تدهور المستقبلات وبالتالي تقليلها. وهي تستخدم لعلاج سرطان الثدي الحساس لمستقبلات هرمون الإستروجين أو البروجسترون، ويستعمل بالإضافة إلى الفئات القديمة من الأدوية مثل معدلات مستقبلات الإستروجين الانتقائية (SERMs) ومثبطات الأروماتاز.
لغاية من عام 2016، كان فولفسترانت هو الدواء الوحيد المسوق من مدهورات مستقبلات الإستروجين الانتقائية. وفي نوفمبر 2016، كانت توجد أدوية قيد الدراسة والتطوير وتشمل برايلانسترانت وإلاسسترانت.
أدى النجاح السريري لدواء فولفسترانت إلى جهود لاكتشاف وتطوير فئة أدوية موازية من مدهورات مستقبلات الأندروجين الانتقائية (SARDs).